# Choka
Taxons concernés
Principalement :
- Furcraea foetida
- Agave americana
- Agave angustifolia.

Éventuellement :
- Aloe macra
- Aloe vera.modifier

Choka, choca, cadère ou kader est le nom donné sur l'île de La Réunion, département d'outre-mer français du sud-ouest de l'océan Indien, à plusieurs espèces végétales, principalement Furcraea foetida, le choka vert, Agave americana, le choka bleu, et Agave angustifolia, le choka baïonnette, tous trois relevant de la famille des agavacées. Il est plus rarement employé pour des taxons éloignés mais à la morphologie similaire, en particulier les aloès Aloe vera et Aloe macra, ce dernier endémique de La Réunion.
Les chokas trouvent ou ont autrefois trouvé de nombreux usages à La Réunion, en particulier le choka bleu, qui sert à la confection de cordes.